# Dasypogon lebasii
Dasypogon lebasii là một loài ruồi trong họ Asilidae. Dasypogon lebasii được Macquart miêu tả năm 1838. Loài này phân bố ở vùng Tân nhiệt đới.